# منظم نمو الحشرات
منظم نمو الحشرات (بالإنجليزية: Insect Growth Regulator)‏ هو مادة كيميائيّة تمنع دورة حياة الحشرة، حيث تُستخْدَمُ هذه المنظمات عادةً كمبيدات حشرية للسيطرة على تجمعات الآفات الحشرية الضارة مثل الصراصير والبراغيث.

## المزايا
تم تصنيف العديد من منظم نمو الحشرات على أنها «منخفضة المخاطر» من قبل وكالة حماية البيئة، مما يعني أنها تستهدف مجموعات الحشرات الضارة للأحداث بينما تسبب آثارًا أقل ضررًا للحشرات المفيدة. أبلغ العديد من مربي النحل عن تأثير منظم نموّ الحشرات سلبًا على الحضنة وصغار النحل. على عكس المبيدات الحشرية التقليدية، لا تؤثر منظم نمو الحشرات على الجهاز العصبي للحشرة، وبالتالي فهي أكثر ملاءمة لـ «الحشرات العاملة» في البيئات المغلقة. كما أن منظم نمو الحشرات أكثر توافقًا مع أنظمة إدارة الآفات التي تستخدم المكافحة البيولوجية. بالإضافة إلى ذلك، بينما يمكن أن تصبح الحشرات مقاومة للمبيدات الحشرية، فمن غير المرجح أن تصبح مقاومة لـ منظم نمو الحشرات.

## آلية العمل
عندما تنمو الحشرة، فإنها تقذف، وتنمو هيكلًا خارجيًا جديدًا تحت هيكلها القديم ثم تتخلص من الهيكل القديم للسماح للحشرة الجديدة بالانتفاخ إلى حجم جديد وتتصلب. تمنع منظم نمو الحشرات الحشرة من بلوغ مرحلة النضج عن طريق التدخل في عملية طرح الريش. وهذا بدوره يحد من الإصابة لأن الحشرات غير الناضجة لا يمكنها التكاثر. نظرًا لأن منظم نمو الحشرات تعمل عن طريق التدخل في عملية طرح الحشرات، فإنها تقتل الحشرات بشكل أبطأ من المبيدات الحشرية التقليدية. تحدث الوفاة عادةً في غضون 3 إلى 10 أيام، اعتمادًا على منتج منظم نمو الحشرات، ومرحلة حياة الحشرة في وقت تطبيق المنتج، ومدى سرعة تطور الحشرة. تتسبب بعض منظم نمو الحشرات في توقف الحشرات عن التغذية قبل وقت طويل من موتها.

### منظم نمو الحشرات الهرمونية
تعمل منظم نمو الحشرات الهرمونية عادةً عن طريق محاكاة أو تثبيط هرمون الأحداث (JH)، وهو أحد الهرمونات الرئيسية المشاركة في طرح الحشرات. يمكن أن تمنع منظم نمو الحشرات أيضًا الهرمون الآخر، «ecdysone»، الذي تؤدي القمم الكبيرة منه إلى تساقط الحشرة. إذا كان هرمون الأحداث موجودًا في وقت طرح الريش، فإن الحشرة تتساقط في شكل يرقات أكبر؛ إذا غاب، فإنه يتحول إلى خادرة أو بالغة. منظم نمو الحشرات التي تحاكي هرمون الأحداث يمكن أن تنتج طرح مبكر لأوانه لمراحل صغيرة غير ناضجة، مما يعطل نمو اليرقات. يمكنهم أيضًا العمل على البيض، مما يتسبب في العقم أو اضطراب السلوك أو تعطيل السبات، وهي العملية التي تجعل الحشرة نائمة قبل الشتاء. يمكن أن تسبب منظم نمو الحشرات التي تمنع إنتاج JH الحشرات لتتحول قبل الأوان إلى شخص بالغ لا يعمل. يمكن أن تسبب منظم نمو الحشرات التي تثبط ecdysone موت العذارى عن طريق مقاطعة تحول أنسجة اليرقات إلى أنسجة بالغة أثناء مرحلة العذراء.

### مثبطات تخليق الكيتين
تعمل مثبطات تخليق الكيتين عن طريق منع تكوين الكيتين، وهي كربوهيدرات ضرورية لتشكيل الهيكل الخارجي للحشرة. مع هذه المثبطات، تنمو الحشرة بشكل طبيعي حتى تذوب. تمنع المثبطات الهيكل الخارجي الجديد من التكوين بشكل صحيح، مما يتسبب في موت الحشرة. قد يكون الموت سريعًا، أو يستغرق عدة أيام حسب الحشرة. يمكن لمثبطات تخليق الكيتين أيضًا قتل البيض عن طريق تعطيل النمو الجنيني الطبيعي. تؤثر مثبطات تخليق الكيتين على الحشرات لفترات أطول من مثبطات IGR الهرمونية. هذه أيضًا سريعة المفعول ولكنها يمكن أن تؤثر على الحشرات المفترسة ومفصليات الأرجل وحتى الأسماك. تشمل المركبات مبيدات الآفات بنزويلات اليوريا.

## أمثلة
- ديفلوبينزورون (فيجيلانت)
- أزاديراشتين (أزاجارد)
- تريفلومورون (ستاركيد)

### يوفينويدس
الأحداث هي مقلدات لهرمون الأحداث، تُعرف أيضًا باسم نظائر هرمون الأحداث:
- فينوكسيكارب
- هيدروبرين (جينترول)
- ميثوبرين (بريكور)